# 紫线 (停火线)

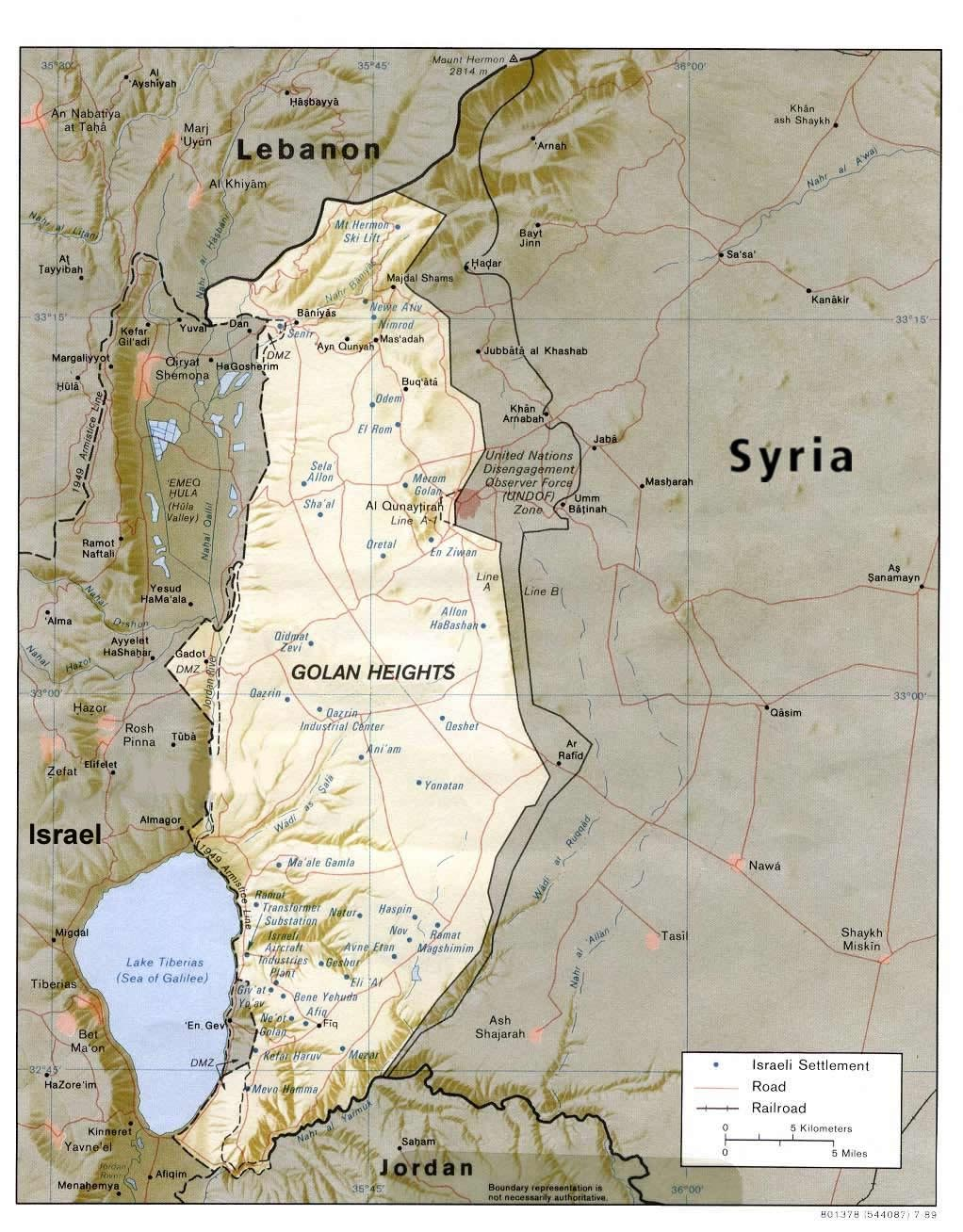
紫线是以色列和叙利亚事實上的边界

紫线是1967年第三次中东战争后以色列和叙利亚之间確立的停火线，也是两国事实上的边界。

## 历史

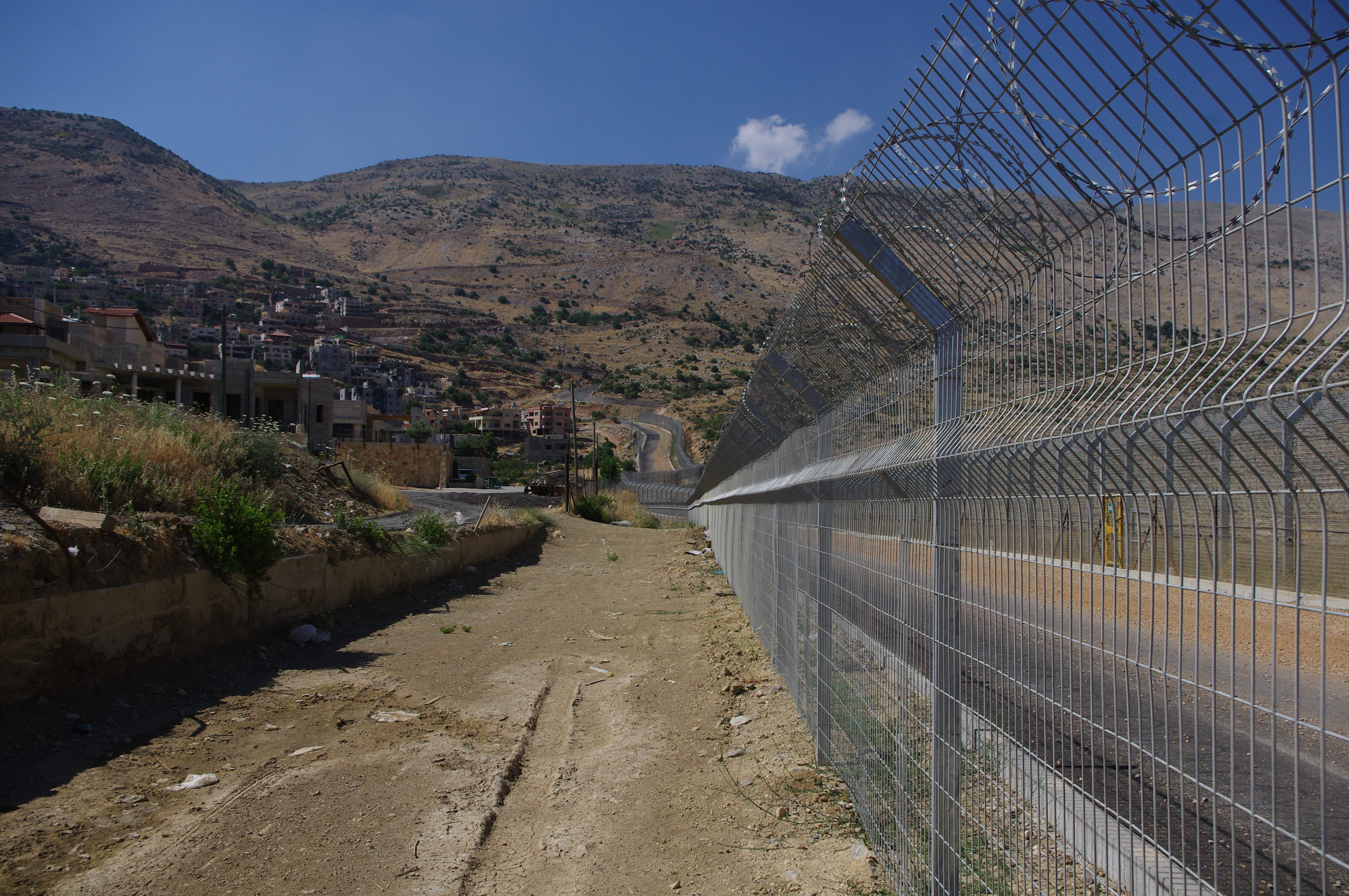
迈季代勒舍姆斯境內的紫线

1967年6月，以色列在第三次中东战争期間占领了包括庫奈特拉在內的戈蘭高地所有地區。  以色列和敘利亞停火後，雙方決定劃定紫線為軍事分界線，联合国停战监督组织派人前往紫線附近监视雙方的停火。
1973年贖罪日戰爭期间，叙利亚军队越过紫线进入戈兰高地。经过数日的战斗，敘利亞被以色列击退，以色列同時越過紫線占领了叙利亚的一些領土。在战后的撤军谈判中，1974年5月31日，以色列和叙利亚同意将各自的军队撤至紫线。同日，联合国根据联合国安理会第350号决议，在紫線區域设立了緩衝區。缓冲区内禁止部署重型武器，以叙双方军队不得进入。
阿薩德政權垮台後，以色列國防軍越過紫線並佔領了部分領土以及緩衝區。